# Sportverein Darmstadt 1898 1999-2000
Questa voce raccoglie le informazioni riguardanti lo Sportverein Darmstadt 1898 nelle competizioni ufficiali della stagione 1999-2000.

## Stagione
Nella stagione 1999-2000 il Darmstadt, allenato da Slavko Petrović e Eckhard Krautzun, concluse il campionato di Regionalliga sud al 9º posto. In Coppa di Germania il Darmstadt fu eliminato al primo turno dal Chemnitz.

## Rosa
| N. |                        | Ruolo | Calciatore       |
| -- | ---------------------- | ----- | ---------------- |
| 1  | Germania (bandiera)    | P     | Andreas Clauß    |
| 3  | Germania (bandiera)    | D     | Tuncay Nadaroğlu |
| 4  | Germania (bandiera)    | D     | Thomas Schmidt   |
| 5  | Germania (bandiera)    | D     | Matthias Örüm    |
| 6  | Germania (bandiera)    | C     | Rolf Lang        |
| 9  | Paesi Bassi (bandiera) | A     | Ronald Hoop      |
| 10 | Germania (bandiera)    | C     | Thomas Franck    |
| 11 | Stati Uniti (bandiera) | A     | David Wagner     |
| 12 | Romania (bandiera)     | C     | Roland Nagy      |
| 16 | Germania (bandiera)    | C     | Oscar Corrochano |
| 17 | Germania (bandiera)    | C     | Boris Kolb       |
| 23 | Germania (bandiera)    | A     | Sergej Kusmin    |

| N. |                      | Ruolo | Calciatore      |
| -- | -------------------- | ----- | --------------- |
| 25 | Germania (bandiera)  | P     | Kai Arras       |
|    | Germania (bandiera)  | D     | Thorsten Becht  |
|    | Germania (bandiera)  | D     | Robert Nikolic  |
|    | Australia (bandiera) | D     | Tony Sekulić    |
|    | Germania (bandiera)  | D     | Oliver Wölki    |
|    | Germania (bandiera)  | C     | Thomas Born     |
|    | Germania (bandiera)  | C     | Tim Gutberlet   |
|    | Danimarca (bandiera) | C     | Thomas Jensen   |
|    | Germania (bandiera)  | C     | Jens Krinke     |
|    | Germania (bandiera)  | A     | Timo Leifermann |
|    | Albania (bandiera)   | A     | Artur Maxhuni   |
|    | Italia (bandiera)    | A     | Audenzio Musci  |

## Organigramma societario
Area tecnica
- Allenatore: Michael Feichtenbeiner
- Allenatore in seconda:
- Preparatore dei portieri:
- Preparatori atletici:
- Analisi video:

## Calciomercato

### Sessione estiva
| Acquisti | Acquisti             | Acquisti                 | Acquisti |
| R.       | Nome                 | da                       | Modalità |
| -------- | -------------------- | ------------------------ | -------- |
| C        | Thomas Franck        | Waldhof Mannheim         |          |
| D        | Tony Sekulić         | Magonza                  |          |
| A        | David Wagner         | Waldhof Mannheim         |          |
| D        | Robert Nikolic       | Magonza                  |          |
| C        | Thomas Jensen        | Aalborg                  |          |
| P        | Andreas Clauß        | Kickers Offenbach        |          |
| C        | Oscar Corrochano     | Eintracht Francoforte II |          |
| C        | Tim Gutberlet        | St. Pauli                |          |
| A        | Ronald Hoop          | Sciaffusa                |          |
| A        | Timo Leifermann      | LR Ahlen                 |          |
| D        | Tuncay Nadaroğlu     | Bursaspor                |          |
| C        | Kristian Sprecakovic | Karlsruhe II             |          |

| Cessioni | Cessioni        | Cessioni        | Cessioni |
| R.       | Nome            | a               | Modalità |
| -------- | --------------- | --------------- | -------- |
| A        | Steffen Bury    | FSV Francoforte |          |
| P        | Ignjac Kresic   | Dinamo Dresda   |          |
| A        | Yilmaz Örtülü   | FSV Francoforte |          |
| A        | Goran Skeledžić | Dinamo Dresda   |          |

### Sessione invernale
| Acquisti | Acquisti      | Acquisti  | Acquisti |
| R.       | Nome          | da        | Modalità |
| -------- | ------------- | --------- | -------- |
| A        | Sergej Kusmin | Gütersloh |          |
| C        | Roland Nagy   | Magonza   |          |
| A        | Artur Maxhuni | St. Pauli |          |

| Cessioni | Cessioni             | Cessioni       | Cessioni |
| R.       | Nome                 | a              | Modalità |
| -------- | -------------------- | -------------- | -------- |
| A        | Mentor Dzemaili      | Weinheim       |          |
| D        | Peter Geraerts       | Pfeddersheim   |          |
| C        | Rosario Ruggeri      | Karbener SV    |          |
| A        | Christian Seeberger  | Pfeddersheim   |          |
| C        | Kristian Sprecakovic | Schweinfurt 05 |          |

## Risultati

### Regionalliga sud

#### Girone di andata
| Arbitro: | Zerr |

|                    |           |           |
| Bury 37’, 41’, 83’ | Marcatori | 33’ Würll |

| Arbitro: | Albrecht |

|                    |           |               |
| Marić 15’ Cast 21’ | Marcatori | 10’ Seeberger |

| Darmstadt 14 agosto 1999, ore 15:00 CEST 3ª giornata | Darmstadt | 0 – 0 referto | Stoccarda II | Stadion am Böllenfalltor (3 134 spett.)\| Arbitro: \| Schalk \| |
| Arbitro:                                             | Schalk    |               |              |                                                                 |

| Arbitro: | Lippus |

|                                 |           |                        |
| Rüppel 9’ Boehnke 19’ Costa 27’ | Marcatori | 62’ Hoop 67’ Seeberger |

| Arbitro: | Brombacher |

|          |           |                |
| Hoop 61’ | Marcatori | 80’ Fuchsbauer |

| Arbitro: | Lange |

|                                              |           |  |
| Barlecaj 48’ Nadaroğlu 74’ (aut.) Slawig 89’ | Marcatori |  |

| Arbitro: | Kircher |

|             |           |  |
| Wenczel 87’ | Marcatori |  |

| Arbitro: | Wezel |

|                    |           |                       |
| Hoop 12’ Musci 71’ | Marcatori | 27’ Kostner 88’ Maier |

| Arbitro: | Greipl |

|          |           |                         |
| Auer 22’ | Marcatori | 46’ Musci 86’ Seeberger |

| Arbitro: | Salver |

|  |           |                                            |
|  | Marcatori | 56’ Schwellensattl 70’ Petroski 90’ Issaka |

| Arbitro: | Walz |

|                            |           |                           |
| Thiel 34’ (rig.) Rancz 53’ | Marcatori | 44’, 56’ (rig.) Gutberlet |

| Arbitro: | Fleischer |

|                             |           |                      |
| Wölki 19’, 48’ Dzemaili 61’ | Marcatori | 90’ (aut.) Nadaroğlu |

| Arbitro: | Palilla |

|                                        |           |  |
| Radosavljev 19’ Rögele 26’ Seufert 77’ | Marcatori |  |

| Arbitro: | Hofmann |

|               |           |                             |
| Seeberger 69’ | Marcatori | 43’, 47’ Müller 45’ Rogosic |

| Arbitro: | Zerr |

|                                    |           |                            |
| Vermeer 45’ Saridogan 75’ Walz 90’ | Marcatori | 62’, 66’ Krinke 65’ Wagner |

| Arbitro: | Lippus |

|          |           |             |
| Hoop 23’ | Marcatori | 41’ Gorscak |

| Arbitro: | Ertl |

|               |           |                                          |
| Matt 45’, 62’ | Marcatori | 25’, 78’ Wölki 64’ Corrochano 84’ Wagner |

#### Girone di ritorno
| Arbitro: | Bicheler |

|              |           |                    |
| Johansson 8’ | Marcatori | 54’ Örüm 88’ Wölki |

| Arbitro: | Emmer |

|                             |           |          |
| Wölki 25’ Franck 61’ (rig.) | Marcatori | 34’ Lexa |

| Arbitro: | Sippel |

|          |           |             |
| Haas 63’ | Marcatori | 90’ Sekulić |

| Arbitro: | Kiefer |

|           |           |  |
| Wölki 17’ | Marcatori |  |

| Arbitro: | Palilla |

|                         |           |            |
| Fuchsbauer 23’ Maul 25’ | Marcatori | 39’ Wagner |

| Arbitro: | Maier |

|                                     |           |           |
| Wagner 8’ Maxhuni 19’ Gutberlet 85’ | Marcatori | 84’ David |

| Arbitro: | Greipl |

|                    |           |           |
| Maxhuni 30’ (rig.) | Marcatori | 85’ Vogel |

| Arbitro: | Edinger |

|                       |           |                                  |
| Lützler 48’ Maier 65’ | Marcatori | 15’ (aut.) Stutz 20’, 72’ Wagner |

| Darmstadt 11 aprile 2000, ore 19:30 CEST 26ª giornata | Darmstadt | 0 – 0 referto | Karlsruhe II | Stadion am Böllenfalltor (4 353 spett.)\| Arbitro: \| Bicheler \| |
| Arbitro:                                              | Bicheler  |               |              |                                                                   |

| Monaco di Baviera 16 aprile 2000, ore 15:00 CEST 27ª giornata | Monaco 1860 II | 0 – 0 referto | Darmstadt | Grünwalder Stadion (700 spett.)\| Arbitro: \| Hofmann \| |
| Arbitro:                                                      | Hofmann        |               |           |                                                          |

| Arbitro: | Walz |

|  |           |                                     |
|  | Marcatori | 24’ Rancz 66’ Lindinger 67’ Remmert |

| Fulda 29 aprile 2000, ore 14:30 CEST 29ª giornata | Borussia Fulda | 0 – 0 referto | Darmstadt | Sportpark Johannisau (1 800 spett.)\| Arbitro: \| Sippel \| |
| Arbitro:                                          | Sippel         |               |           |                                                             |

| Arbitro: | Kircher |

|                                 |           |  |
| Sekulić 12’ Franck 19’ Hoop 24’ | Marcatori |  |

| Arbitro: | Buchhart |

|            |           |          |
| Honold 73’ | Marcatori | 18’ Hoop |

| Darmstadt 16 maggio 2000, ore 19:30 CEST 32ª giornata | Darmstadt | 0 – 0 referto | Wehen | Stadion am Böllenfalltor (3 047 spett.)\| Arbitro: \| Frey \| |
| Arbitro:                                              | Frey      |               |       |                                                               |

| Arbitro: | Schalk |

|                        |           |                               |
| Mattes 47’ Gorscak 86’ | Marcatori | 24’ Kusmin 36’, 64’, 83’ Hoop |

| Arbitro: | Ortola-Knopp |

|                     |           |                                |
| Hoop 39’ Kusmin 70’ | Marcatori | 32’ Broß 52’, 64’, 74’ Mouktar |

### Coppa di Germania
| Arbitro: | Kircher |

|               |           |                                        |
| Bury 63’, 90’ | Marcatori | 5’, 18’ Kunze 54’ Mehlhorn 70’ Dittgen |

## Statistiche

### Statistiche di squadra
| Competizione      | Punti | In casa | In casa | In casa | In casa | In casa | In casa | In trasferta | In trasferta | In trasferta | In trasferta | In trasferta | In trasferta | Totale | Totale | Totale | Totale | Totale | Totale | DR |
| Competizione      | Punti | G       | V       | N       | P       | Gf      | Gs      | G            | V            | N            | P            | Gf           | Gs           | G      | V      | N      | P      | Gf     | Gs     | DR |
| ----------------- | ----- | ------- | ------- | ------- | ------- | ------- | ------- | ------------ | ------------ | ------------ | ------------ | ------------ | ------------ | ------ | ------ | ------ | ------ | ------ | ------ | -- |
| Regionalliga sud  | 46    | 17      | 6       | 7       | 4       | 23      | 22      | 17           | 5            | 6            | 6            | 26           | 29           | 34     | 11     | 13     | 10     | 49     | 51     | -2 |
| Coppa di Germania | -     | 1       | 0       | 0       | 1       | 2       | 4       | 0            | 0            | 0            | 0            | 0            | 0            | 1      | 0      | 0      | 1      | 2      | 4      | -2 |
| Totale            | 46    | 18      | 6       | 7       | 5       | 25      | 26      | 17           | 5            | 6            | 6            | 26           | 29           | 35     | 11     | 13     | 11     | 51     | 55     | -4 |

### Andamento in campionato
| Giornata  | 1 | 2 | 3 | 4  | 5  | 6  | 7  | 8  | 9  | 10 | 11 | 12 | 13 | 14 | 15 | 16 | 17 | 18 | 19 | 20 | 21 | 22 | 23 | 24 | 25 | 26 | 27 | 28 | 29 | 30 | 31 | 32 | 33 | 34 |
| --------- | - | - | - | -- | -- | -- | -- | -- | -- | -- | -- | -- | -- | -- | -- | -- | -- | -- | -- | -- | -- | -- | -- | -- | -- | -- | -- | -- | -- | -- | -- | -- | -- | -- |
| Luogo     | C | T | C | T  | C  | T  | T  | C  | T  | C  | T  | C  | T  | C  | T  | C  | T  | T  | C  | T  | C  | T  | C  | C  | T  | C  | T  | C  | T  | C  | T  | C  | T  | C  |
| Risultato | V | P | N | P  | N  | P  | P  | N  | V  | P  | N  | V  | P  | P  | N  | N  | V  | V  | V  | N  | V  | P  | V  | N  | V  | N  | N  | P  | N  | V  | N  | N  | V  | P  |
| Posizione | 2 | 6 | 7 | 12 | 13 | 15 | 15 | 15 | 14 | 15 | 15 | 13 | 14 | 14 | 15 | 15 | 14 | 14 | 13 | 14 | 11 | 14 | 10 | 10 | 9  | 8  | 8  | 10 | 11 | 10 | 10 | 10 | 9  | 9  |

Legenda:

Luogo: C = Casa; T = Trasferta. Risultato: V = Vittoria; N = Pareggio; P = Sconfitta.

### Statistiche dei giocatori
| Giocatore      | Regionalliga sud | Regionalliga sud | Regionalliga sud | Regionalliga sud | Coppa di Germania | Coppa di Germania | Coppa di Germania | Coppa di Germania | Totale   | Totale | Totale      | Totale     |
| Giocatore      | Presenze         | Reti             | Ammonizioni      | Espulsioni       | Presenze          | Reti              | Ammonizioni       | Espulsioni        | Presenze | Reti   | Ammonizioni | Espulsioni |
| -------------- | ---------------- | ---------------- | ---------------- | ---------------- | ----------------- | ----------------- | ----------------- | ----------------- | -------- | ------ | ----------- | ---------- |
| K. Arras       | 4                | 0                | 0                | 0                | 0                 | 0                 | 0                 | 0                 | 4        | 0      | 0           | 0          |
| T. Becht       | 25               | 0                | 1                | 0                | 1                 | 0                 | 0                 | 0                 | 26       | 0      | 1           | 0          |
| T. Born        | 16               | 0                | 1                | 0                | 1                 | 0                 | 0                 | 0                 | 17       | 0      | 1           | 0          |
| S. Bury        | 7                | 3                | 1                | 1                | 1                 | 2                 | 0                 | 0                 | 8        | 5      | 1           | 1          |
| A. Clauß       | 31               | 0                | 0                | 0                | 1                 | 0                 | 0                 | 0                 | 32       | 0      | 0           | 0          |
| O. Corrochano  | 24               | 1                | 4                | 0                | 1                 | 0                 | 0                 | 0                 | 25       | 1      | 4           | 0          |
| M. Dzemaili    | 9                | 1                | 0                | 0                | 1                 | 0                 | 0                 | 0                 | 10       | 1      | 0           | 0          |
| T. Franck      | 14               | 2                | 8                | 0                | 0                 | 0                 | 0                 | 0                 | 14       | 2      | 8           | 0          |
| P. Geraerts    | 2                | 0                | 0                | 1                | 0                 | 0                 | 0                 | 0                 | 2        | 0      | 0           | 1          |
| T. Gutberlet   | 29               | 3                | 6                | 2                | 1                 | 0                 | 0                 | 0                 | 30       | 3      | 6           | 2          |
| R. Hoop        | 23               | 10               | 3                | 0                | 1                 | 0                 | 0                 | 0                 | 24       | 10     | 3           | 0          |
| T. Jensen      | 5                | 0                | 1                | 0                | 0                 | 0                 | 0                 | 0                 | 5        | 0      | 1           | 0          |
| B. Kolb        | 18               | 0                | 2                | 0                | 0                 | 0                 | 0                 | 0                 | 18       | 0      | 2           | 0          |
| J. Krinke      | 15               | 2                | 1                | 0                | 0                 | 0                 | 0                 | 0                 | 15       | 2      | 1           | 0          |
| S. Kusmin      | 12               | 2                | 1                | 0                | 0                 | 0                 | 0                 | 0                 | 12       | 2      | 1           | 0          |
| R. Lang        | 27               | 0                | 2                | 0                | 1                 | 0                 | 0                 | 0                 | 28       | 0      | 2           | 0          |
| T. Leifermann  | 7                | 0                | 2                | 0                | 0                 | 0                 | 0                 | 0                 | 7        | 0      | 2           | 0          |
| A. Maxhuni     | 12               | 2                | 1                | 0                | 0                 | 0                 | 0                 | 0                 | 12       | 2      | 1           | 0          |
| A. Musci       | 15               | 2                | 3                | 1                | 0                 | 0                 | 0                 | 0                 | 15       | 2      | 3           | 1          |
| T. Nadaroğlu   | 21               | 0                | 4                | 1                | 0                 | 0                 | 0                 | 0                 | 21       | 0      | 4           | 1          |
| R. Nagy        | 0                | 0                | 0                | 0                | 0                 | 0                 | 0                 | 0                 | 0        | 0      | 0           | 0          |
| R. Nikolic     | 14               | 0                | 3                | 0                | 0                 | 0                 | 0                 | 0                 | 14       | 0      | 3           | 0          |
| R. Ruggeri     | 10               | 0                | 1                | 0                | 0                 | 0                 | 0                 | 0                 | 10       | 0      | 1           | 0          |
| T. Schmidt     | 22               | 0                | 6                | 0                | 1                 | 0                 | 0                 | 0                 | 23       | 0      | 6           | 0          |
| C. Seeberger   | 10               | 4                | 0                | 1                | 1                 | 0                 | 0                 | 0                 | 11       | 4      | 0           | 1          |
| T. Sekulić     | 17               | 2                | 5                | 0                | 0                 | 0                 | 0                 | 0                 | 17       | 2      | 5           | 0          |
| K. Sprecakovic | 6                | 0                | 1                | 0                | 1                 | 0                 | 0                 | 0                 | 7        | 0      | 1           | 0          |
| D. Wagner      | 19               | 6                | 2                | 0                | 0                 | 0                 | 0                 | 0                 | 19       | 6      | 2           | 0          |
| O. Wölki       | 30               | 7                | 7                | 0                | 1                 | 0                 | 0                 | 0                 | 31       | 7      | 7           | 0          |
| M. Örüm        | 31               | 1                | 8                | 0                | 1                 | 0                 | 0                 | 0                 | 32       | 1      | 8           | 0          |